# 51 Pegasi
51 Pegasi, som är stjärnans Flamsteedbeteckning, eller Helvetios, är en ensam stjärna i stjärnbilden Pegasus. Den är en sollik stjärna och år 1995 upptäcktes den första exoplaneten runt denna stjärna. Den har en skenbar magnitud på ca 5,49 och är svagt synlig för blotta ögat där ljusföroreningar ej förekommer. Baserat på parallaxmätning inom Hipparcosuppdraget på ca 64,6 mas, beräknas den befinna sig på ett avstånd på ca 50 ljusår (ca 16 parsek) från solen. Den rör sig närmare solen med en heliocentrisk radialhastighet på ca 34 km/s.
Exoplaneten tillkännagavs den 6 oktober 1995 av astronomerna Michel Mayor och Didier Queloz. Det var för första gången man hade upptäckt en exoplanet runt en sollik stjärna. Den 8 oktober 2019 tilldelades Mayor och Queloz Nobelpriset i fysik för sin upptäckt.

## Nomenklatur
Vid dess upptäckt benämndes stjärnans närmaste planet 51 Pegasi b av dess upptäckare och blev inofficiellt kallad Bellerophon, i överensstämmelse med konventionen att namnge planeter efter grekiska och romerska mytologiska figurer (Bellerophon var en gestalt från grekisk mytologi som red den bevingade hästen Pegasus).
I juli 2014 startade International Astronomical Union en process för att ge egennamn till vissa exoplaneter och deras värdstjärnor. I december 2015 tillkännagav IAU namnen på Helvetios för denna stjärna och Dimidium för dess planet.

## Egenskaper
51 Pegasi listades som en underjättestjärna av spektraltypen G2 IV i  The Perkins catalog of revised MK types for the cooler stars, 1989. Historiskt sett gavs den generellt en spektralklass av G5 V, och även i mer moderna kataloger listas den vanligtvis som en stjärna i huvudserien. Den anses allmänt fortfarande generera energi genom termonukleär fusion av väte i dess kärna, men i ett mer utvecklat tillstånd än solen. Kromosfärens effektiva temperatur är ca 5 571 K, vilket ger den karakteristiska gula färgen hos en G-stjärna. Den beräknas vara 6–8,1 miljarder år gammal, något äldre än solen, med en radie som är 24 procent större och en massa som är 11 procent större.

## Planetsystem
51 Pegasi b var den första upptäckta planetmassan som följeslagare till en stjärna i huvudserien. Den kretsar mycket nära stjärnan och har en uppskattad temperaturer runt 1 200° C med en massa som är minst hälften av Jupiters. Vid dess upptäckt var detta nära avstånd inte förenligt med vedertagna teorier om planetbildning och resulterade i diskussioner om planetmigration. Flera heta Jupiter är emellertid nu kända för att vara oblika relativt stjärnaxeln.